# Federazione Sammarinese Rugby
La Federazione Sammarinese Rugby o FSMR è l'organismo di governo del rugby a 15 nella Repubblica di San Marino.
Fondata il 26 maggio 2005, fu accolto da FIRA — A.E.R. (oggi Rugby Europe) come membro associato nel 2007 e divenne membro effettivo l'anno successivo.
Ancora privo di una rappresentativa a XV, dal 2013 opera tuttavia una propria nazionale a sette e organizza un proprio campionato entro i confini dello Stato, anch'esso di rugby a 7.

## Storia
Nel 2004, due ragazzi, Giacomo e Michele Rossi, iniziano a giocare a rugby, con altri ragazzi, dopo le giornate scolastiche. I ragazzi sono però sprovvisti di un campo regolare, di pali e altre attrezzature. Incontrano un giorno Marino Albani, quello che sarà il "babbo" del rugby sammarinese. Alcuni di loro giungono dall'esperienza di club come il Bologna Rugby 1928 e il Rimini Rugby. Parlando con i presidenti di questi due club, rispettivamente Carlo Zaccanti e Sergio Becattini, si decide di creare un club sammarinese.
Il 4 ottobre 2004 viene costituito davanti al notaio Alberto Vaglio il Rugby Club San Marino. Il problema del campo si risolve grazie all'intervento della Federazione Calcistica sammarinese, che cede il campo del Serravalle C. Il 26 maggio 2005 finalmente alla presenza del Presidente della Federazione Italiana Rugby Giancarlo Dondi, del Presidente del CONS Angelo Vicini, e del Presidente del Panathlon Felice Biglioli viene fondata la Federazione Sammarinese Rugby.
A giugno del 2006 la Federazione sammarinese sigla un accordo di collaborazione con la Federazione Italiana Rugby. Nel maggio 2007 la Federazione ottiene l'uso del campo di Chiesanuova dove vengono messe le H e a giugno viene ammessa nella FIRA-AER. Nel 2007-08 il Rugby Club San Marino partecipa al suo primo campionato italiano di serie C.(FIR). Il 30 aprile 2008 il Comitato Nazionale Olimpico Sammarinese delibera l'affiliazione della Federazione Sammarinese Rugby.
Dal 2013 esiste, nella Federazione Sammarinese Rugby, una squadra Nazionale di rugby a 7 di San Marino.